# Ophiopogon angustifoliatus
Ophiopogon angustifoliatus är en sparrisväxtart som först beskrevs av Fa Tsuan Wang och Tang, och fick sitt nu gällande namn av Sing Chi Chen. Ophiopogon angustifoliatus ingår i släktet Ophiopogon och familjen sparrisväxter. Inga underarter finns listade i Catalogue of Life.